# Vienna (Dakota Południowa)
Vienna – miasto w Stanach Zjednoczonych, w stanie Dakota Południowa, w hrabstwie Cumberland.